# Theater Thikwa
Theater Thikwa ist ein freies Theater in Berlin-Kreuzberg. Das Wort Thikwa ist hebräisch und heißt auf Deutsch Hoffnung. Bei Theater Thikwa machen Menschen mit und ohne Behinderung gemeinsam Theater und Kunst. Es wurde 1990 als Thikwa e. V. gegründet und betreibt seit 2006 mit dem English Theatre Berlin eine gemeinsame Spielstätte in den Mühlenhaupthöfen.
In der Thikwa-Werkstatt für Theater und Kunst, als deren Träger der Theater Thikwa e. V. und die Nordberliner Werkgemeinschaft gGmbH seit 1995 kooperieren, werden alle künstlerischen Projekte, wie Theaterinszenierungen, Ausstellungen und Performances, grundsätzlich gemeinsam von Künstlern mit und ohne Behinderung erarbeitet.

## Geschichte
1990 begann die Geschichte von Thikwa mit der Gründung des Thikwa e. V. mit der Zielsetzung, die gemeinsame künstlerische Arbeit von Menschen mit Behinderung und nicht behinderten Künstlern zu fördern. Initiiert von Christine Vogt waren maßgebliche Gründungsmitglieder Hanna Näter, Gerlinde Altenmüller und Matthias Maedebach sowie Freunde und Mitarbeiter des Werkheims Zehlendorf. Seit der ersten Produktion war Klaus Altenmüller verantwortlich für die Theatertechnik.
1990 bis 1993 entstanden die ersten vier Inszenierungen als Freizeitprojekte. Ab 1994 begannen die Bemühungen um Professionalisierung der künstlerischen Arbeit von Menschen mit Behinderung. 1995 erfolgte die Gründung der Theater-Werkstatt Thikwa, die seitdem in Kooperation mit der NBW gGmbH betrieben wird.
Von 1990 bis 2001 teilten sich Christine Vogt, Gerlinde Altenmüller und Matthias Maedebach die künstlerische Leitung des Theaters. Von 2002 bis zu ihrem Tod im Mai 2012 war Gerlinde Altenmüller allein für die künstlerische Leitung verantwortlich. Von 2012 bis 2023 wurde das Theater von Nicole Hummel und Gerd Hartmann geleitet, seit Juni 2023 ist Nicole Hummel mit Laura Besch in einer Doppelspitze für die künstlerische Leitung zuständig. Laura Besch ist Teil des Performance-Kollektivs hannsjana, das in der Vergangenheit bereits mehrfach mit dem Theater Thikwa kooperierte. Gerd Hartmann bleibt dem Haus weiterhin als freier Regisseur verbunden.

## Organisation

### Prinzip
Das Prinzip des Theater Thikwa ist, dass unterschiedliche Menschen zusammenarbeiten – Menschen mit und ohne Behinderungen und aus verschiedenen künstlerischen Genres und Kulturen. Das Theater versteht sich als richtungsweisend in Bezug auf Inklusion im künstlerischen Bereich. Es beobachte die Entwicklung gesellschaftlicher und ästhetischer Fragestellungen und reagiere darauf mit seiner künstlerischen Arbeit. Die Produktionen in Schauspiel, Sprache, Musik, Tanz, Performance und Kunst sollen sowohl die Unterschiedlichkeit der teilnehmenden Personen als auch deren Gemeinsamkeiten zum Ausdruck bringen. Das Theater Thikwa versteht sich darüber hinaus als künstlerisches Experiment und soziale Experimentierfläche.

### Werkstatt
In den Jahren 1995 bis 1997 startete die Thikwa-Werkstatt für Theater und Kunst als Modellprojekt. Finanziert vom Bundesministerium für Gesundheit, war dieser Modellversuch das erste derartige Pilotprojekt in Deutschland. In der Werkstatt wurde ganztägig, 35 Stunden pro Woche, ausschließlich Kunst produziert. Damit grenzte sie sich von der damals oft üblichen Praxis ab, künstlerische Arbeit als begleitendes Angebot zum Ausgleich für überwiegend repetitive Tätigkeiten anzubieten. In der Startphase bot die Theaterwerkstatt Thikwa in der Oranienstraße in Berlin-Kreuzberg zunächst für 12 Beschäftigte mit Behinderungen Arbeitsplätze im künstlerischen Bereich an. Das Thikwa-Motto „Der Geist lässt sich nicht behindern“ wurde über die inhaltliche Arbeit gestellt. Unter diesem Motto nutzen die Beschäftigten der Thikwa-Werkstatt die künstlerischen Ausbildungs- und Übungsmöglichkeiten in den hier inhaltlich aufeinander bezogenen Bereichen Schauspiel und Tanz, Handwerk und Grafik, Malerei und Plastik.
In Verbindung mit künstlerischen Arbeitsweisen und Arbeitsprozessen wurden und werden neue Methoden der Qualifizierung, Förderung und Rehabilitation entwickelt und erprobt. Die Zahl der Arbeitsplätze wurde bis zum Jahr 2010 auf 20 erhöht. Im Oktober 2011 zog die Werkstatt in größere Räume in der Fidicinstraße 3, in unmittelbare Nähe der Spielstätte Fidicinstraße 40, um. Das ermöglichte eine neuerliche Kapazitätserweiterung. Im Jahr 2018 beschäftigte die Thikwa Werkstatt für Theater und Kunst 44 Künstlerinnen und Künstler mit Behinderung, die das Ensemble des Theaters Thikwa bilden.

## Spielstätten und Kooperationen

### Zeit ohne eigene Spielstätte
1990 bis 2005 war Theater Thikwa ausschließlich auf Gastspiele oder Einmietung in andere Spielstätten angewiesen. Gemäß seinem Anspruch, ein gleichwertiger Bestandteil des Berliner Kulturlebens zu sein, fanden die Aufführungen von Anfang an in etablierten Spielstätten wie dem Studio des Maxim-Gorki-Theaters, der Akademie der Künste, dem Theater am Halleschen Ufer, dem Podewil und den Sophiensälen statt.

### F40 und F40 Studiobühne
2005 bewilligte der Stiftungsrat der Deutschen Klassenlotterie Berlin den gemeinsamen Antrag von English Theatre Berlin (ETB) und Thikwa e. V. auf Mittel zum Ausbau einer gemeinsamen, für Publikum und Künstler barrierefreien Spielstätte. In den Mühlenhaupthöfen, Fidicinstraße 40, wurde eine große Lagerhalle angemietet und umgebaut, die spätere Spielstätte F40. Darüber hinaus wurde am gleichen Ort ein kleineres Atelier gemietet, das zur F40-Studiobühne mit 60 Zuschauerplätzen umgebaut wurde. Am 28. August 2008 wurde das Große Theater, das bis zu 120 Zuschauer fasst, eingeweiht. Seit 2016 wird die Bezeichnung F 40 nicht mehr verwendet. Beide Spielstättenpartner benutzen in ihrer Außendarstellung ihren eigenen Namen. Theater Thikwa führt in seiner Spielstätte jährlich zwischen 8 und 10 verschiedene Produktionen in 70–90 Vorstellungen auf.

### Kooperationen
Seit 2001 kooperiert das Theater Thikwa kontinuierlich mit nationalen und internationalen Gruppen und Initiativen. Daraus entstanden u. a. die Coproduktionen Kotchu Ichi Mannen Sai mit der japanischen Performancegruppe Taihen (2001), The Thikwa plus Junkan Project mit der Dance Box Kobe (2009 bis 2012), BioFiction mit dem Moskauer Theaterstudio Kroog II (2016), sowie Dschingis Khan und Regie mit der Berliner Theatergruppe Monster Truck (2012 und 2014).
Thikwa kooperiert für die Inszenierungen im Theater und die künstlerische Ausbildung in der Thikwa-Werkstatt mit nicht behinderten Künstlern aller Genres. Thikwa-Performer wurden auch für externe Produktionen besetzt, sowohl in der Freien Szene, als auch in staatlichen Theatern (z. B. Deutsches Theater, Theater an der Parkaue, Grips-Theater) sowie bei Film- und Fernsehproduktionen.

### Gastspiele
Theater Thikwa hat sich einen anerkannten Platz in der Freien Theaterszene erarbeitet und gilt, laut RbbKultur, als „Deutschlands berühmtestes Theater, in dem Menschen mit und ohne Behinderung gemeinsam Theater spielen“. Seit 1990 sind über 120 Inszenierungen und Performances entstanden, die in Berlin und auf der ganzen Welt gezeigt wurden. Thikwa wurde zu Einzelauftritten, Tagungen und Festivals eingeladen, darunter das KIADA-Festival in Seoul (2017), das Donaufestival in Krems (2016), das Israel Festival (2016), zu Politik im Freien Theater (2014), zum Heidelberger Stückemarkt (2013), Kyoto Experiment (2012), ins ProTeatr Moskau (2005 und 2010). Darüber hinaus gab es zahlreiche Ausstellungen und Ausstellungsbeteiligungen der Künstlerinnen und Künstler der Thikwa-Werkstatt, auch gemeinsam mit Künstlern ohne Behinderung.

## Auszeichnungen
- 1991 Förderpreis der Karl Hofer Gesellschaft für die Initiative Thikwa für Christine Vogt
- 2018 Martin-Linzer-Theaterpreis der Fachzeitschrift Theater der Zeit für die „herausragende künstlerische Leistung eines Ensembles im deutschsprachigen Raum“.[9][10]
- 2019 Theaterpreis des Bundes „für die in der Theaterszene herausragende Beschwörung von gesellschaftlicher Diversität bei gleichzeitiger Lust an künstlerischer Radikalität.“[11]

## Produktionen von Theater Thikwa (Auswahl)
- 1990: Im Stehen sitzt es sich besser – Kaspar Hauser Resonanz; Regie: Robin Telfer und Christine Vogt
- 1992: Orpheus ohne Echo; Regie: Margot Gödrös
- 1993: Da hat der Topf ein Loch am Ende eine Liebesgeschichte; Regie: Gerd Hartmann
- 1996: Ein anderer Teil des Waldes; Regie: Peter Baer (Einladung Impulse-Festival 1996)
- 1997: Zimmer zwei, Kind sucht Bad; Regie: Peter Baer
- 1998: Sneewittchen; Regie: Carsten Ludwig / Thomas Seyde
- 2000: Verrichtungen; Regie: Martina Couturier
- 2001: Orlando; Regie: Martina Couturier (Einladung Festivals Okkupation! 2009, Zürich, Wildwuchs 2009, Basel)
- 2001: Kotchu Ichi Mannen Sai; Coproduktion mit Taihen Theater Troupe für das Osaka Theatre Festival; Regie: Kim Manri, Gerd Hartmann;
- 2002: Ohne Titel IV oder 2002 – Odyssee im Weltraum 2002; Regie: Carsten Ludwig[12]
- 2004: Blut ist im Schuh; Regie: Gerd Hartmann (Einladung zum ProTeatr Festival, Moskau)
- 2005: Maison de Santé; Co-Produktion mit dem Theater zum westlichen Stadthirschen; Regie: Werner Gerber (Einladungen Festivals Community Arts 2006, Bern; Okkupation! 2007, Zürich u. a.)
- 2006: Alices Traum; Choreografie: Timothy Golliher
- 2007: Anwesend. Aufgehoben; Regie: Gerd Hartmann (Einladung Festivals ProTeatr 2010, Moskau; Theaterunruhen 2009, Warschau u. a.)
- 2007: Die Flieger; Co-Produktion mit dem Theater zum westlichen Stadthirschen; Regie: Dominik Bender
- 2007: Feder, Meer und Nachtigall; Regie: Gerlinde Altenmüller, Bente Schmidt
- 2008: Brennendes Pferd, Regie: Elfie Mikesch
- 2008: Puppetina; Choreografie: Timothy Golliher, Ilene Winckler
- 2008: Kafka am Sprachrand; Co-Produktion mit dem Theater zum westlichen Stadthirschen; Regie: Dominik Bender (Einladung Festival Okkupation! 2011, Zürich u. a.)
- 2009: Umbra; Choreografie: Yuko Kaseki
- 2009: Missing Link; Regie: Lukas Matthaei
- 2009: The Thikwa plus Junkan Project; Leitung: Osamu Jareo (Einladung Kyoto Experiment Festival 2012)
- 2010: Stabat Mater; Choreografie: Alessio Trevisani
- 2010: Kate; Choreografie: Linda Weißig
- 2010: Sturzflug; Regie: Gerd Hartmann (Einladung OBA Festival, Bamberg)
- 2011: Sommernachtstraum; Regie: Anke Rauthmann
- 2012: Protokoll Pankow; Regie: Dominik Bender (Einladung Festival Grenzgänger, München, 2012)
- 2012: Verflucht das Herz – Shakespeares Sonette; Regie: Gerd Hartmann (Einladung Israel Festival 2016)
- 2012: Kuuge – Himmelsblume; Choreografie: Yuko Kaseki
- 2012: Dschingis Khan; Monster Truck / Theater Thikwa (Einladung zum Heidelberger Stückemarkt 2013, Wildwuchs 2013, Basel, Radikal Jung München, 2015 und mehr)
- 2013: Vogelfrei; Regie: Ruth Geiersberger
- 2014: Der diskrete Schwarm der Bourgeoisie; Leitung: Anne Tismer
- 2014: Subway to heaven; Regie: Gerd Hartmann (Einladung Festivals Grenzenlos Kultur, Mainz 2015, Grenzgänger, München, 2015, Mittenmang, Bremen 2017 u. a.)
- 2016: Zwillinge; Regie: Nicole Hummel (Einladung Festival Grenzgänger, München 2017[13])
- 2017: Schweigen Impossible; Regie: Martina Couturier
- 2017: Ur.kunft; Choreografie: Yuko Kaseki (Einladung KIADA-Festival, Seoul, 2017)
- 2023: ReTold – Nach:Erzählt. Performance, Tanz und Musik. Basierend auf Interviews mit Berliner Athletinnen und Athleten der Special Olympics World Summer Games 2023. Teil des Kulturprogramms der Weltspiele, aufgeführt vor den Thikwa-Containern an den Rathauspassagen im Juni 2023.[14]

## Filme und Dokumentationen
- 1997: Verrückt bleiben, verliebt bleiben; Regie: Elfie Mikesch
- 1999: Tumber Narr, heiliger Thor; Regie: Calle Overweg; nominiert für den Grimme-Preis 2000
- 2003: Kroko; Regie: Sylke Enders; Deutscher Filmpreis 2004